# Пашины
Пашины (укр. Пашини) — один из 10-ти микрорайонов г. Коростень (Житомирская область, Украина), который был присоединен к самому городу лишь в 1955 году, и до этого считался селом. Точная дата основания села неизвестна, но за пересказами сельчан, его история берёт истоки с времён княжества древлянского князя Мала, его противостояния за независимость от Киевского княжества.
Население района составляет — 608 человек. Почтовый индекс — 10541. Занимаемая площадь — 2,398 м²
В микрорайоне есть школа (№ 5), детский сад (№ 18) и частный детский ясли-детский сад, почта, православная церковь, продуктовые и пром.товарные магазины. Центр Пашин — район школы. Также в микрорайоне находится горрайонная больница и районная поликлиника. Здесь же расположено городское кладбище.

В Пашинах есть улица, на которой построены так называемые чернобыльские домики" — дома, построенные для переселения пострадавших жителей со второй зоны.

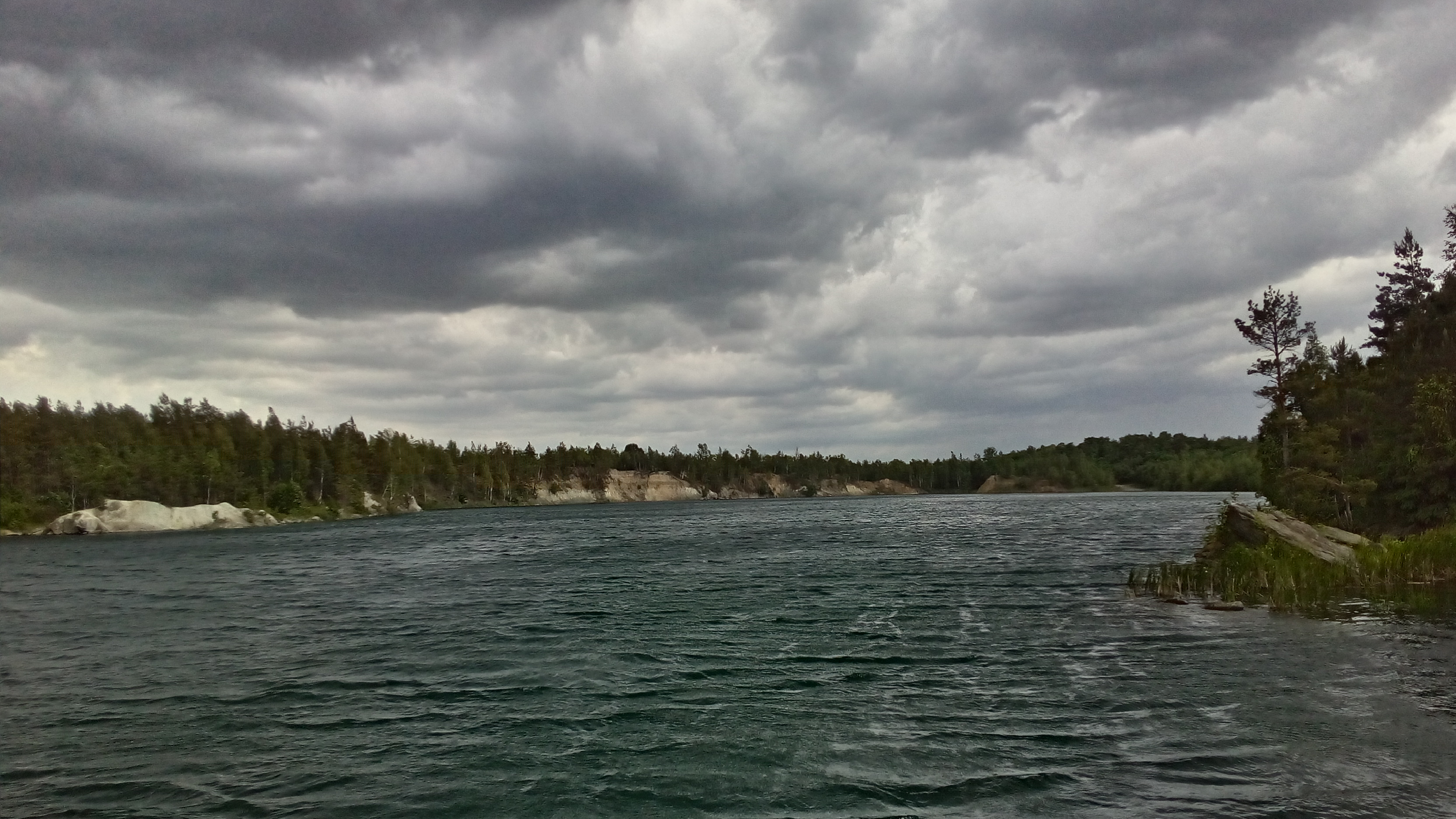
Карьер на Пашинах — является местом отдыха многих жителей Коростеня

## Завод МДФ
В 2010 году был введён в эксплуатацию первый в Украине завод МДФ, который и был построен в районе Пашины.

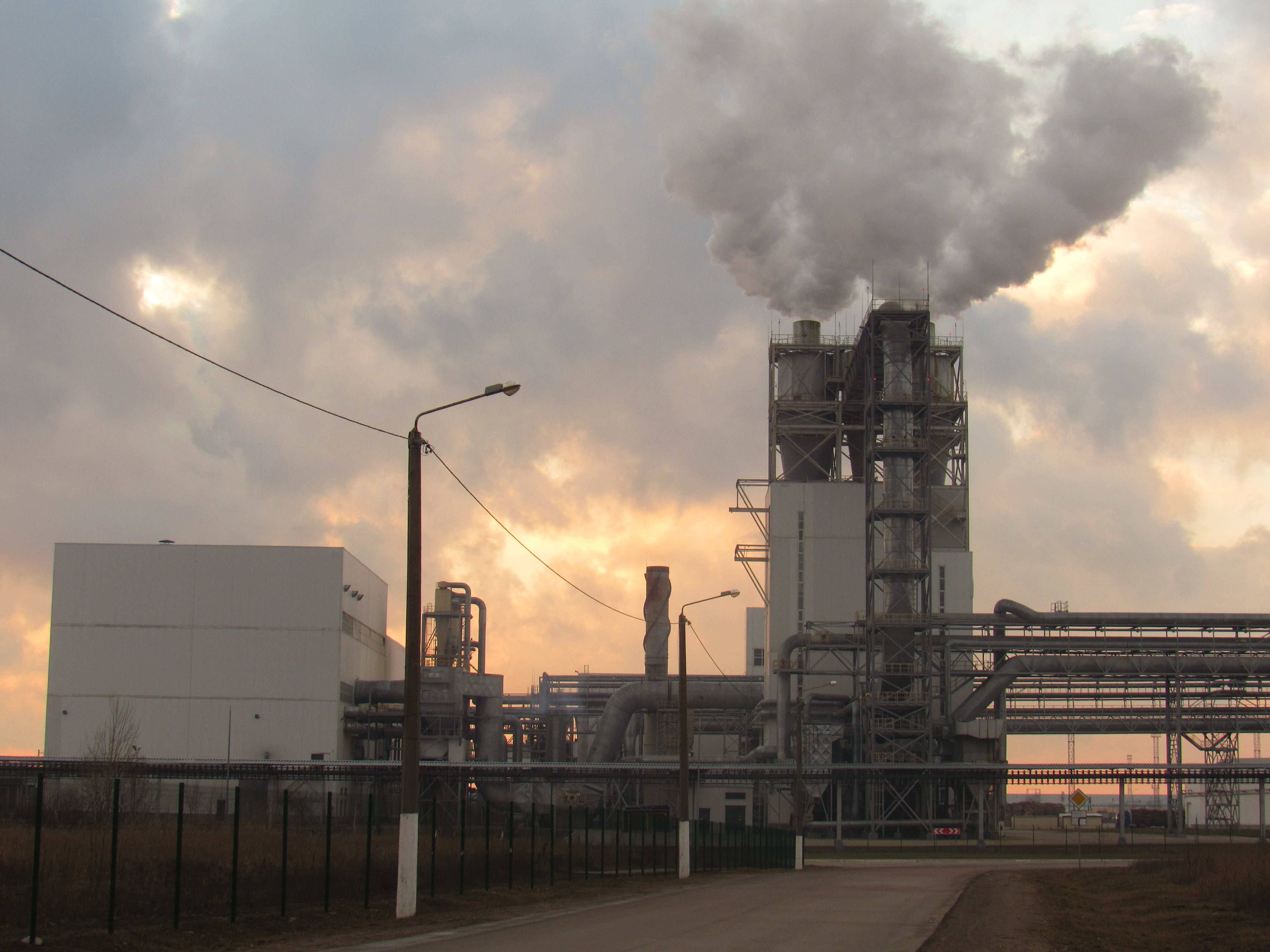
Завод МДФ в 2020 году